# Tassadort
Cette page contient des caractères tifinaghs. En cas de problème, consultez Aide:Unicode ou testez votre navigateur.
Tassadort (en langue berbère : Tasaḍurt ou Taseddart, en caractères tifinaghs : ⵜⴰⵙⴰⴷⵓⵔⵜ, en arabe : ثصاذورث) est un village de la grande Kabylie situé à 3 km à l'est de la commune de Tizi ouzou, l'arsh de Betrouna (ibetrunen) dans la Wilaya de Tizi Ouzou, en Algérie.

## Localisation

### Situation géographique
Le village de Tassadort est le dernier village avant d'accéder à la ville de Tizi-ouzou depuis la région d'ibetrunen sur la route communale CW147. Il est le plus bas de tous les villages de la région d'Ibetrunen avec une altitude de 94 m, il est idéal pour l'agriculture, car son relief n'est pas montagneux, à l'inverse de celui de la majorité des villages de la Kabylie.

### Village limitrophes
| Tirmitine  | Tizi-ouzou | Tizi ouzou  |
| Ain meziab | Tassadort  | bir n'tlazo |
| Ain meziab | Lemchâa    | Aguergur    |